# انتخابات الرئاسة الفرنسية 1969
انتخابات الرئاسة الفرنسية 1969 هي انتخابات رئاسية فرنسية التي جرت في 1969، في فرنسا، لانتخاب رئيس الجمهورية الفرنسية، فاز بالانتخابات جورج بومبيدو.

## المرشحين
| المرشح          | الحزب | عدد الأصوات |
| --------------- | ----- | ----------- |
| جورج بومبيدو    |       |             |
| آلان بوهر       |       |             |
| Jacques Duclos ‏ |       |             |
| غاستون دففر ‏    |       |             |
| ميشال روكار     |       |             |
| Louis Ducatel ‏  |       |             |
| Alain Krivine ‏  |       |             |